# En natt på Blåkulla
En natt på Blåkulla är en symfonisk dikt av den ryske kompositören Modest Musorgskij. 
Redan 1860 fick Musorgskij idén till en musikalisk skildring av en häxsabbat. Idén fick han genom baron Georg von Mengdens drama Häxorna. Han sysslade hela sitt liv med att utarbeta denna idé musikaliskt, men han blev aldrig helt nöjd med de lösningar som han fann.
1862 skriver han till sin tonsättarkollega Milij Balakirev att han trots dennes kritik inte kan tycka annat än att detta stycke är bra:
| ” | "Antingen Ni, kära vän, vill uppföra 'Häxorna' eller inte så vill jag inte ändra något i den allmänna planen eller dess utarbetande.... Jag har löst min uppgift så gott jag har kunnat. Bara i slagverket, som jag har missbrukat, vill jag ändra mycket. | „ |

År 1867 hade han ändå omarbetat verket på nytt, men fortfarande vidhöll Balakirev sin vägran att framföra det. 1872 inarbetade Musorgskij Häxorna i balettoperan Mlada som han, Nikolaj Rimskij-Korsakov, César Cui och Aleksandr Borodin hade tänkt göra tillsammans. Det blev inget av detta samarbete men skildringen av häxsabbaten användes som intermezzo i en senare ofullbordad opera, Marknaden i Sorotjinsk. Efter Musorgskijs död grep sig Rimskij-Korsakov an med att av detta intermezzo göra en komposition som skulle motsvara Musorgskijs ursprungliga planer:
| ” | Underjordiskt larm av spöken. Mörkrets andar kommer till synes, följda av Satan, som hyllas i en svart mässa. Häxsabbat som vid sin klimax avbryts av klockklangen från byns kyrka. Mörkrets makter skingras. Dagen bryter in. | „ |

Musorgkijs ursprungliga tondikt existerar och är ganska olik Rimskij-Korsakovs rekonstruktion.
Musikstycket ingår som en del av Walt Disneys film Fantasia från 1940.